# Seznam starostů Kolína
Toto je seznam starostů města Kolín (včetně jiných nejvyšších představitelů tohoto města v jiných historických obdobích, jako předsedové MNV a MěNV).

## Seznam starostů Kolína v letech 1848–1919
- 1848–1852 Karel Břečka
- 1852–1855 Vincenc Karabáček
- 1855–1861 MUDr. František Eckert
- 1861–1862 František Leger
- 1862–1867 Karel Knirsch
- 1867–1868 JUDr. Václav Radimský
- 1868–1890 Josef Formánek
- 1890–1899 JUDr. Antonín Cyvín
- 1899–1902 Ing. Vojtěch Formánek
- 1902–1904 Čeněk Křička
- 1904–1906 JUDr. Alfréd Jelínek
- 1906–1911 Antonín Sládek
- 1911–1919 JUDr. Alfréd Jelínek

## Seznam starostů Kolína v letech 1919–1945
- 1919–1921 Václav Špringl
- 1921–1923 Bohumil Záligr
- 1923–1930 Julius Komrs
- 1930–1931 Karel Verunáč
- 1931–1935 JUDr. Miroslav Jelínek
- 1936–1938 JUDr. Václav Skalička (vládní komisař)
- 1939–1945 Vilém Pelzbauer (od roku 1943 jako předseda správní komise)

## Seznam předsedů MNV a MěNV Kolína v letech 1945–1990
- 1945 JUDr. Miroslav Jelínek – předseda MNV
- 1945–1949 Ladislav Volenec – předseda MNV
- 1949 Karel Šplíchal – předseda MNV
- 1949–1952 Josef Herout – předseda MNV
- 1952–1953 Antonín Košata – předseda MNV
- 1953–1969 Rudolf Dlouhý – předseda MNV
- 1969–1976 Josef Šecl – předseda MNV
- 1976–1981 Josef Jirsík – předseda MNV
- 1981–1986 Ing. Jindřich Hušek – předseda MNV
- 1986–1990 RSDr. Jan Nymš – předseda MNV
- 1990 Josef Markytán – předseda MNV

## Seznam starostů Kolína po roce 1990
- 1990–1994 Jiří Buřič
- 1994–2003 Zdenka Majerová
- 2003–2006 Ing. Miroslav Kaisler
- 2006–2010 Jiří Buřič
- 2010–2019 Mgr. Bc. Vít Rakušan
- od roku 2019 Mgr. Michael Kašpar[1][2][3]